# ジャン1世 (ブラバント公)
ジャン1世（蘭：Jan I van Brabant, 仏：Jean Ire de Brabant, 1253年 - 1294年5月3日）は、ブラバント公（在位：1267年 - 1294年）、リンブルフ公（在位：1288年 - 1294年）。父はアンリ3世、母はブルゴーニュ公ユーグ4世の娘アデライード。アンリ4世の弟。

## 生涯

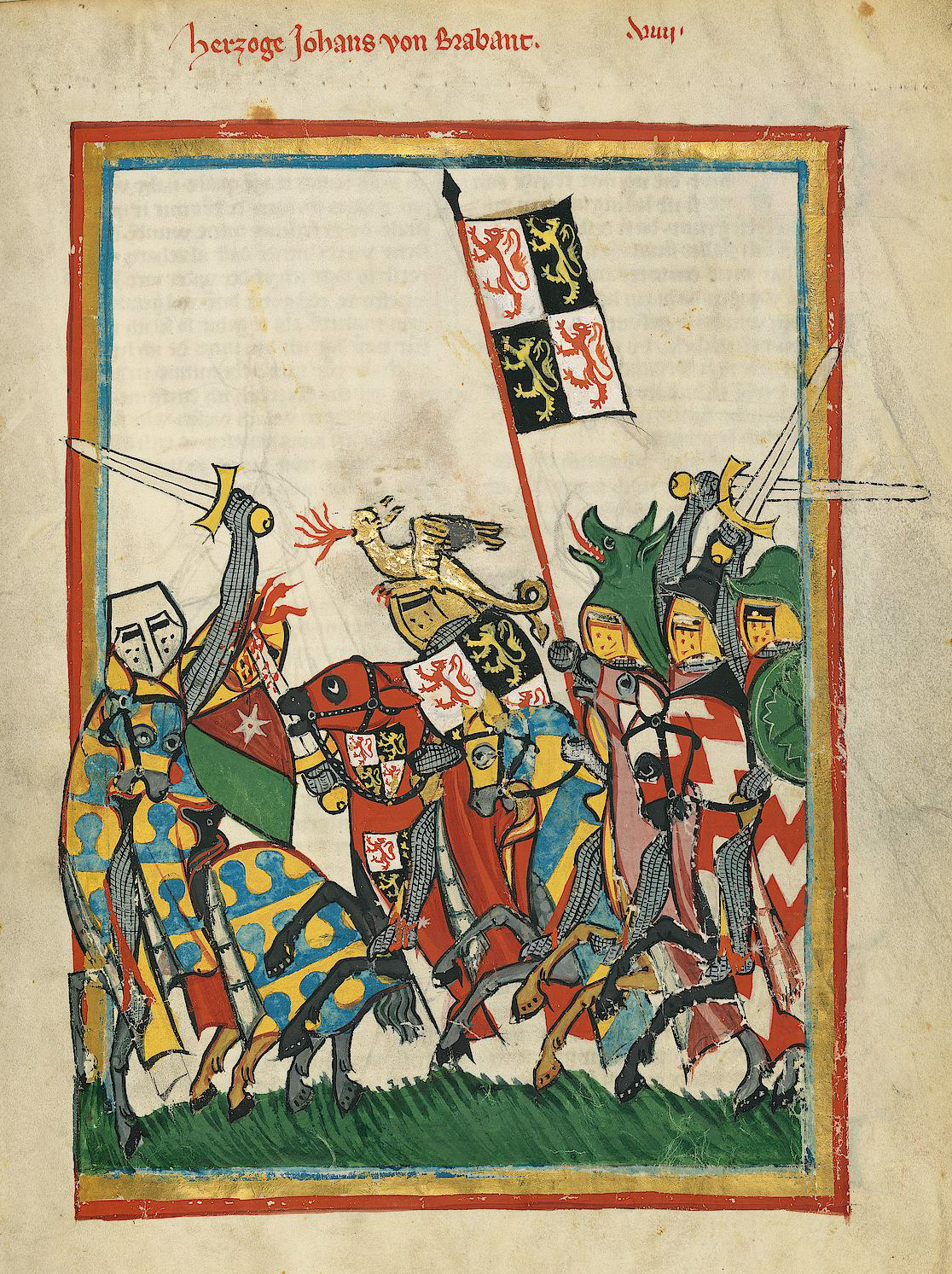
戦いに赴くジャン1世（『マネッセ写本』より）

1267年、兄のアンリ4世を精神薄弱を理由に廃位させ、ブラバント公を継いだ。1283年、リンブルフ女公イルムガルトの死後に相続争いが勃発したが、ジャンは1288年のヴォーリンゲンの戦いに勝利、ルクセンブルク伯ハインリヒ6世を討ち取り、リンブルフ公国を正式にブラバント公国に併合した。
1270年にフランス王ルイ9世の娘マルグリットと結婚、翌年に息子を出産したが母子共に死去した。
1273年にフランドル伯ギー・ド・ダンピエールの娘マルグリットと再婚、4人の子を儲けた。
1. ゴドフロワ（1274年 - 1283年）
2. ジャン2世（1275年 - 1312年）
3. マルグリット（1276年 - 1311年） - 神聖ローマ皇帝兼ルクセンブルク伯ハインリヒ7世と結婚。
4. マリー（1278年 - 1338年） - サヴォイア伯アメデーオ5世と結婚。

## 参考文献

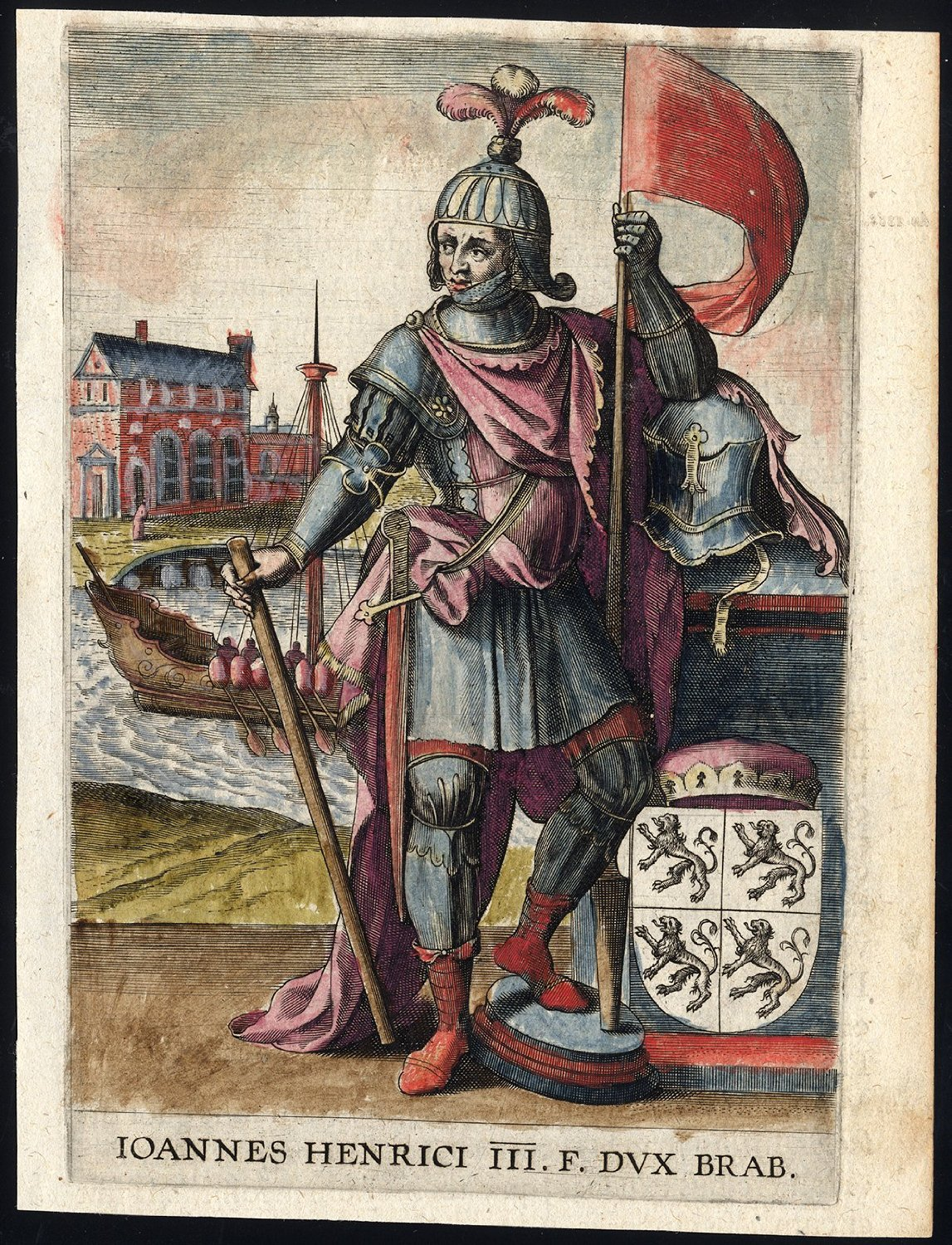
ジャン1世